# Reutersbrunn
Reutersbrunn ist ein Gemeindeteil der Stadt Ebern im unterfränkischen Landkreis Haßberge in Bayern.

## Geografie
Das Kirchdorf liegt im östlichen Teil des Landkreises am östlichen Rand des Haßwaldes in einer Talmulde, die vom Seebach, der in der Hinterbach mündet, durchflossen wird. Die Kreisstraße HAS 51 von Unterpreppach nach Heubach führt durch den Ort.

## Geschichte
Der Ortsname geht eventuell auf den Personennamen „Hruodalah“ bzw. „Ruodlah“ zurück. Reutersbrunn war wohl ursprünglich eine fränkische Siedlung aus dem 11. Jahrhundert.
Die erste urkundliche Nennung war 1232 in der Teilungsurkunde des Würzburger Bischofs Hermann, in der Ebern von der Pfarrei Pfarrweisach getrennt wurde und unter anderem „Rentsprunnen“ zur Pfarrei Ebern kam. 1301/1313 erhielt Friedrich Köselin zwei Teile des Zehntes in „Ratersbrunn“. 1509 hatten die Herren von Rotenhan den ganzen Zehnt zu „Rittersbrunn“. Um 1576 wurde die zum Hochstift Würzburg gehörende Gemeinde Ebern Lebens- und Grundherr des Dorfes.
1828 wurde Reutersbrunn Landgemeinde und 1862 in das neu geschaffene bayerische Bezirksamt Ebern eingegliedert. Das Kirchdorf zählte im Jahr 1871 138 Einwohner, von denen alle katholisch waren, und 30 Wohngebäude. Es gehörte zur katholischen Pfarrgemeinde im 3,0 Kilometer entfernten Unterpreppach. Eine katholische Bekenntnisschule befand sich Ort. 1900 hatte die 220 Hektar große Gemeinde 153 Einwohner und 28 Wohngebäude und 1925 lebten in Reutersbrunn 158 Personen, von denen 151 katholisch waren, in 26 Wohngebäuden. Im Jahr 1896 wurde eine Wasserleitung gebaut und 1922 folgte der Anschluss an das Stromnetz.
1950 hatte das Kirchdorf 155 Einwohner und 26 Wohngebäude. Es gehörte zur katholischen Pfarrgemeinde in Unterpreppach und zur evangelischen in Rentweinsdorf. Im Jahr 1961 zählte Reutersbrunn 135 Einwohner und 28 Wohngebäude. 1970 waren es 144 und 1987 157 Einwohner sowie 35 Wohngebäude mit 37 Wohnungen.
Am 1. Januar 1972 wurde Reutersbrunn nach Ebern eingegliedert. Am 1. Juli 1972 folgte im Rahmen der Gebietsreform die Auflösung des Landkreises Ebern und Reutersbrunn kam mit Ebern zum Haßberg-Kreis.
Das 1889 neu errichtete, zweigeschossige Schulhaus wurde 1963 umgebaut und erweitert. Bis 1968 beherbergte es die einklassige katholische Bekenntnisschule. Später wurde es durch einen Kindergarten genutzt und seit 2007 dient es als Dorfgemeinschaftshaus.

## Sehenswürdigkeiten

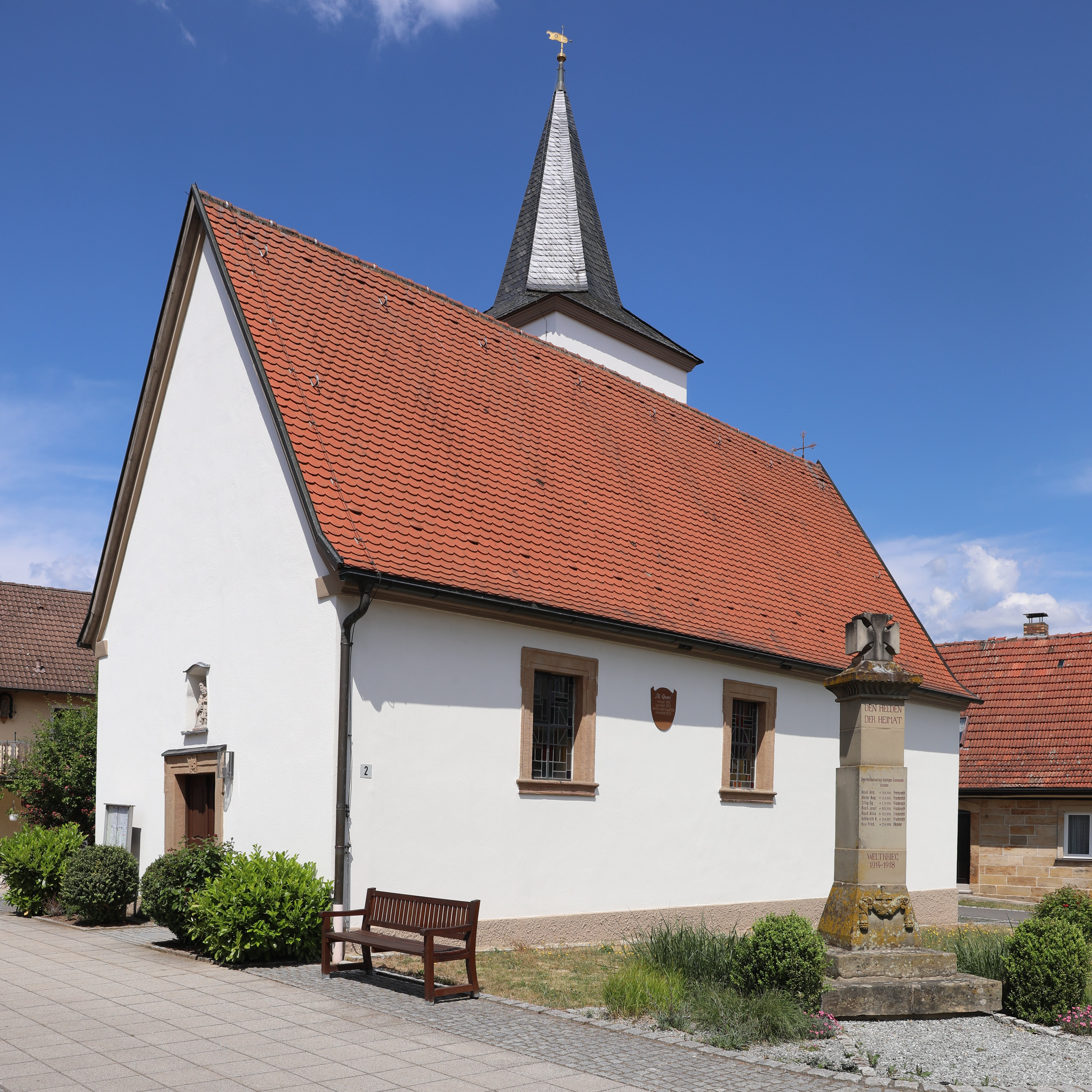
Katholische Filialkirche St. Georg

Die katholische Filialkirche St. Georg geht auf eine um 1450 erbaute und 1525 im Bauernkrieg zerstörte Kapelle zurück. In der zweiten Hälfte des 17. Jahrhunderts, etwa um 1680 entstand das heutige Gotteshaus, das im Jahr 1950 um vier Meter nach Osten erweitert und mit einem Turm versehen. Es ist ein Saalbau mit einem Flankenturm, der ein Pyramidendach hat. Die Fassade schmücken Werksteingliederungen in Sandstein. Die einfachen Rokokoarbeiten im Kircheninneren sind Mitte des 18. Jahrhunderts entstanden.
In der Bayerischen Denkmalliste sind insgesamt vier Baudenkmäler in Reutersbrunn aufgeführt.
Westlich von Reutersbrunn befindet sich im Haßwald der „Hohle Stein“, eine größere, insgesamt 70 × 25 Meter messende Felsgruppe aus Rhätsandsteinblöcken mit bis 10 Meter Größe.